# Discografia di Tiësto
In questa pagina sono presenti tutti i lavori discografici di Tiësto.

## Album in studio
- In My Memory (2001)
- Just Be (2004)
- Elements of Life (2007)
- Kaleidoscope (2009)
- Kiss from the Past (2011) (Co-produttore)
- A Town Called Paradise (2014)
- The London Sessions (2020)
- Drive (2023)

## Album dal vivo
- MAGIK Vol. 1 - First Flight (1997)
- MAGIK Vol. 2 - Story Of The Fall (1998)
- MAGIK Vol. 3 - Far From Earth (1998)
- MAGIK Vol. 4 - A New Adventure (1999)
- MAGIK Vol. 5 - Heaven Beyond (2000)
- MAGIK Vol. 6 - Live In Amsterdam (2000)
- MAGIK Vol. 7 - Live In Los Angeles (2001)

## Singoli
- The Tube (1996)
- Sparkles (1999)
- Wonder Where You Are? (con Armin van Buuren)
- Battleship Grey (feat. Kirsty Hawkshaw) (2001)
- Flight 643 (2001)
- Suburban Train (2001)
- Urban Train (feat. Kirsty Hawkshaw) (2001)
- 643 (Love's On Fire) (feat. Suzanne Palmer) (2002)
- We Came (con Ferry Corsten) (2002)
- Lethal Industry (2002)
- Traffic (2003)
- In My Memory (feat. Nicola Hitchcock) (2004)
- Love Comes Again (feat. BT) (2004)
- Rain Down On Me (vs. Kane) (2004)
- Just Be (feat. Kirsty Hawkshaw) (2004)
- Athena (2004)
- Forever Today (2004)
- Adagio For Strings (2005)
- UR (feat. Matt Hales) (2005)
- A Tear In The Open (2005)
- Dance 4 Life (feat. Maxi Jazz) (2006)
- In The Dark (feat. Christian Burns) (2007)
- Break My Fall (feat. BT) (2007)
- Everything (feat. Jes) (2008)
- Global Harmony (2008)
- Just Be (2008)
- Alone In The Dark (2008)
- I Will Be Here (ft. Sneaky Sound System) (2009)
- Feel It In My Bones (ft. Tegan & Sara) (2009)
- Louder Than Boom (2009)
- Kaleidoscope (2009)
- Escape Me (feat. cc sheffield) (2009)
- I Will Be Here (feat. Sneaky Sound System) (2009)
- Who Wants To Be Alone (feat. Nelly Furtado) (2009)
- Here On Earth (feat. Cary Brothers) (2010)
- Driving To Heaven (2010)
- Feel It (feat. Three 6 Mafia & Sean Kingston & Flo Rida) (2010)
- C'Mon (con Diplo) (2010)
- Only You (con Kaskade feat. Haley) (2010)
- Zero 76 (con Hardwell) (2011)
- Don't Ditch (con Marcel Woods) (2011)
- Beautiful World (con Mark Knight feat. Dino) (2011)
- Las Vegas (2011)
- Work Hard Play Hard (feat. Kay) (2011)
- Maximal Crazy (2011)
- Tornado (con Steve Aoki) (2011)
- What Can We Do (A deeper Love) (feat. Anastacia) (2012)
- Chasing Summers (2012)
- We Own The Night (con Wolfgang Gartner & Luciana) (2012)
- Make Some Noise (con Swanky Tunes & Ben McInerney of New Navy) (2012)
- Hell Yeah! (con Showtek) (2012)
- Pair of Dice (con Allure) (2012)
- United (con Quintino e Alvaro) (2013)
- Take me (feat. Kyler England) (2013)
- Shocker (con DJ Punish) (2013)
- Paradise (con Dyro) (2013)
- Back To The Acid (con MOTi) (2013)
- Love and Run (con Mark Alston, Baggi Begovic & Jason Taylor feat. Teddy Geiger) (2013)
- Move To The Rhythm (con Nari & Milani vs Delayers) (2013)
- Drop It Like This (con twoloud) (2013)
- Out of Control (con Alvaro) (2013)
- Red Lights (2013)
- Wasted (ft. Matthew Koma) (2014)
- Light Years Away (feat. DBX) (2014)
- Blow Your Mind (con MOTi) (2015)
- Secrets (con KSHMR feat. Vassy) (2015)
- The Only Way Is Up (con Martin Garrix) (2015)
- Show Me (con DallasK) (2015)
- Split (Only U) (con The Chainsmokers) (2015)
- Chemicals (con Don Diablo feat. Thomas Troelsen) (2015)
- Wombass (con Oliver Heldens) (2015)
- Get Down (con Tony Junior) (2015)
- The Right Song (con Oliver Heldens feat. Natalie La Rose) (2016)
- Making Me Dizzy (con Bobby Puma) (2016)
- What You're Waiting For (con Ummet Ozcan) (2016)
- Summer Nights (feat. John Legend) (2016)
- Infected con Jauz) (2016)
- I Want You (con Mike Williams) (2016)
- Your Love (con DallasK) (2017)
- On My Way (feat. Bright Sparks) (2017)
- Scream (con John Christian) (2017)
- Carry You Home (con StarGate & Aloe Blacc)  (2017)
- Boom (con Sevenn) (2017)
- Harder (con KSHMR feat. Talay Riley) (2017)
- I Like It Loud (con John Christian feat. Marshall Masters & The Ultimate MC) (2018)
- Boom (con Gucci Mane & Sevenn) (2018)
- Dawnbreaker (con Matisse & Sadko) (2018)
- Break The House Down (con MOTi) (2018)
- Coming Home (con Mesto) (2018)
- Jackie Chan (con Dzeko feat. Preme & Post Malone) (2018)
- Wow (2018)
- Grapevine (2019)
- Halfway There (con Dzeko feat. Lena Leon) (2019)
- Can You Feel It (con John Christian) (2019)
- Can't Get Enough (con Mesto) (2019)
- Party Time (con SWACQ) (2019)
- My Whistle (con Sikdope) (2019)
- Ritual (con Jonas Blue feat. Rita Ora) (2019)
- Lose Control (con Stoltenhoff) (2019)
- Trouble (con 7 Skies feat. Micky Blue) (2019)
- Diamonds (con Aazar feat. Micky Blue) (2019)
- Feels So Good (con Justin Caruso feat. Kelli-Leigh) (2019)
- Smoke (con Toby Green) (2019)
- Nothing Really Matters (feat. Becky Hill) (2020)
- Lose You (feat. Ilira) (2020)
- What's It Gonna Be (feat. Kamille) (2020)
- Lifestyle (feat. Kamille) (2020)
- Over You (feat. Becky Hill) (2020)
- Insomnia (feat. Violet Skies) (2020)
- Ride (feat. The Kid Daytona & Roe) (2020)
- Round & Round (feat. Galxara) (2020)
- On My California (con Shaun Frank feat. Snoop Dogg & Fontwell) (2020)
- The Drop (con DJs from Mars Vs. Rudeejay & Da Brozz) (2020)
- Tomorrow (feat. 433) (2020)
- 5 Seconds Before Sunrise (2020)
- Coffee (Give Me Something) (con Vintage Culture) (2020)
- The Business (2020)
- Don't Be Shy (con Karol G) (2021)
- The Motto (con Ava Max) (2021)
- 10:35 (feat. Tate McRae) (2022)
- All Nighter (2023)
- Both (feat 21 Savage e BIA) (2023)

## Remix
- Pendulum – The Island (Tiësto Remix)
- He's pirate (Tiësto remix)
- Turboweekend – Trouble Is (Tiësto Remix)
- Dirty South feat. Rudy – Phazing (Tiësto Remix)
- Katy Perry – E.T. (Tiёsto Club Remix)
- Delerium – Silence (Tiësto Remix)
- Lune – Girls With Bangs (Tiësto Remix)
- Hard-Fi – Fire In The House (Tiësto Remix)
- Marcel Woods  – Advanced (Tiësto Remix)
- Joker feat. Silas – Here Come The Lights (Tiësto Remix)
- Mission impossible (Tiësto remix)
- Calvin Harris – I’m Not Alone (Tiësto Remix)
- Maroon 5 – Not Falling Apart (Tiësto Remix)
- Resistance – Muse (Tiësto remix)
- Hide & Seek – Imogen Heap (Tiësto Remix)
- Gotye feat. Kimbra – Somebody That I Used To Know (Tiësto remix)
- Coldplay – Paradise (Tiësto remix)
- The Naked and Famous – Young Blood (Tiësto & Hardwell Remix)
- Afrojack & Shermanology – Can't stop me (Tiësto Remix)
- Calvin Harris feat. Florence Welch – Sweet Nothing (Tiësto Remix)
- Tiesto vs U2 – Pride (In The Name Of Love)
- Passion Pit – Carried Away (Tiësto Remix)
- Zedd feat. Foxes – Clarity (Tiësto Remix)
- Showtek & Noisecontrollers – Get loose (Tiësto Remix)
- Tiësto feat. Calvin Harris – Century (Tiësto & Moska Remix)
- Sweet Nothing (Tiësto vs Ken Loi Remix)
- Jus Jack & Oza feat. Blessid Union of Souls – Love Is The Answer (Tiësto Remix)
- Tiësto, Quintino & Alvaro – United (Ultra Music Festival Anthem) (Tiësto & Blasterjaxx Remix)
- Icona Pop – I Love It (Tiësto Remix)
- Ellie Goulding – Burn (Tiësto Remix)
- Zedd feat. Hayley Williams – Stay The Night (Tiësto Remix)
- Monkey Safari – Coming Down (Hi-Life) (Tiësto Remix)
- Afrojack – The Spark (Tiësto vs twoloud Remix)
- Hardwell feat. Matthew Koma – Dare You (Tiësto vs. twoloud Remix)
- John Legend – All Of Me (Tiësto's Birthday Treatment Remix)
- Coldplay – Midnight (Tiësto Remix)
- Galantis – You (Tiësto vs. twoloud Remix)
- 3LAU – Bang (Tiësto Bootleg)
- R3hab – Samurai (Go Hard) (Tiësto Remix)
- Sander van Doorn, Martin Garrix & DVBBS feat. Aleesia - Gold Skies (Tiësto Remix)
- Charli XCX – Break the rules (Tiësto remix)
- Tiësto feat. DBX – Light Years Away (Tiësto & MOTi Remix)
- Seven Lions feat. Ellie Goulding – Don't Leave (Tiësto Remix)
- The Weeknd – Often (Tiësto Remix)
- Beyoncé – Drunk in Love (Tiësto Remix)
- Mikey B – Stay a While (Tiësto Remix)
- Sam Smith – Lay Me Down (Tiёsto Remix)
- Charles Perry – Stranger To Love (Tiësto Remix)
- Dotan – Home (Tiësto vs. twoloud Remix)
- MOTi – House of now (Tiësto Edit)
- Major Lazer & DJ Snake feat. MØ – Lean On (Tiësto and MOTi Remix)
- MOTi – House Of Now (Tiësto Edit)
- Wee-o – Fighting For (Tiësto Edit)
- Bobby Puma – Someone Somewhere (Tiësto Edit)
- Firebeatz – Sky High (Tiësto Edit)
- Dzeko & Torres – L'Amour Toujours (Tiësto Edit)
- Faithless – God Is a DJ 2.0 (Tiësto Remix)
- Niels Van Gogh – Pulvertum (Tiësto Remix)
- Billie Eilish – Bad Guy (Tiësto Remix)
- Clean Bandit ft. Ellie Goulding – Mama (Tiësto Big Room Remix)
- 2020: Jubel feat. Neimy – Dancing In The Moonlight (Tiësto Remix)
- 2020: Joel Corry feat. MNEK – Head & Heart (Tiësto Remix)
- Cannons – Fire for You (Tiësto Remix)
- Pump It (Louder) feat Black Eyed Peas (Tiësto Remix)
- Rule The World (Everybody) feat Tears for Fears, NIIKO X Swae, GUDFELLA (Tiësto Remix)
- Better Place (Dreamworks Animation Pictures Trolls 3 Band Together) feat Justin Timberlake e NSYNC (Tiësto Remix)

## Singoli (altre produzioni)
- Arabsession (Dj Limited) (1994)
- In The Ghetto (Da Joker) (1994)
- Second Game (Tom Ace) (1996)
- In My Heart (Paradise In Dubs) (1996)
- Blackspin (Passenger) (1996)
- Blaze Of Night (Hammock Brothers) (1997)
- When She Left (Allure) (1998)
- Flying Squirrel Problem (Drumfire) (1998)
- Mirror (Stray Dog) (1998)
- Rejected / When She Left (Allure) (1999)
- No More Tears (Allure) (2000)
- We Ran At Dawn (Allure) (2000)
- The Loves We Lost (Allure) (2006)
- Somewhere Inside (Allure) (feat. Julie Thompson) (2008)
- Power Of You (Allure) (feat. Christian Burns) (2008)
- Ever Enough (Allure) (2010)
- Speed Rail (Tiësto) (2010)

## DVD & Video
- Tiësto Live At Innercity, Rai Amsterdam (1999)
- Special Appearance & Magikal Remake By Tiesto (2001)
- Another Day At The Office (2003)
- 2003 Tiësto In Concert (2003)
- 2004 Tiësto In Concert (2004)
- Tiësto: Copenhagen - Elements Of Life (World Tour 2007/2008) (2008)
- In Search Of Sunrise 7: Asia (DVD)

## Raccolte
Anni 1990
- Forbidden Paradise 3 - The Quest For Atlantis (1995)
- Forbidden Paradise 4 - High As A Kite (1996)
- Forbidden Paradise 5 - Arctic Expedition (1996)
- Forbidden Paradise 6 - Valley Of Fire (1996)
- Lost Treasures: Isle of Ra (1996)
- Lost Treasures: Concerto for Sonic Circles (1996)
- Lost Treasures: Creatures of the Deep (1997)
- Forbidden Paradise 7 - Deep Forest (1998)
- Forbidden Paradise 8 - Mistic Swamp
- Forbidden Paradise 9 - Waves
- Global Clubbing: The Netherlands (1998)
- Space Age 1.0 (1998)
- Space Age 2.0 (1999)
- In Search Of Sunrise (1999)
- Live at Innercity: Amsterdam RAI (1999)

Anni 2000
- Summerbreeze (2000)
- Revolution (2001)
- In Search Of Sunrise 2 (2001)
- In Search Of Sunrise 3 (2002)
- Nyana (2003)
- Parade of the Athletes (2004)
- Just Be: Remixed (2005)
- Perfect Remixes Vol. 3' (2005)
- Best of System F & Gouryella (Part 1) (2005)
- In Search Of Sunrise 4 (2005)
- In Search Of Sunrise 5 (2006)
- Best of System F & Gouryella (Part 2) (2006)
- In Search Of Sunrise 6 (2007)
- In Search Of Sunrise 7 (2008)
- Magikal Journey (2010)
- Kaleidoscope Remixed (2010)
- Club Life: Volume One Las Vegas (2011)
- Club Life: Volume Two Miami (2012)
- Dance (RED) Save lives (2012)
- Club Life: Volume Three Stockholm (2013)
- Club Life: Volume Four New York City (2015)
- AFTR:HRS - Mixed by Tiësto (2016)
- Club Life: Volume Five China (2017)